# الغواصة الألمانية يو-3505
غواصة يو-3505 غواصة يو بوت ألمانية من الفئة الواحدة والعشرون بنيت لسلاح بحرية ألمانيا النازية كريغسمارينه، في أحواض شيتشاو-فيرك في غدانسك خلال الحرب العالمية الثانية.